# Lucy Glover
Lucy Glover (nascida em 1998) é uma remadora britânica. Em 2021, ela ganhou uma medalha de prata no escalão 4x em Varese, na Itália. Ela foi seleccionada para representar a sua nação nos Jogos Olímpicos de Verão de 2020.